# Res Publica (partito politico)
Res Publica è stato un partito politico estone attivo dal 2001 al 2007.
Il partito si presenta per la prima volta alle elezioni parlamentari del 2003, in occasione delle quali si piazza al secondo posto, ottenendo il 24,6% dei voti; dal 2003 al 2005 esprime il proprio leader, Juhan Parts, come Primo ministro. Alle successive elezioni europee del 2004 il partito subisce un netto crollo, fermandosi al 6,7% dei voti.
Nel 2007 si è fuso con l'Unione della Patria: il nuovo soggetto ha assunto la denominazione di Unione Patria e Res Publica, poi ridenominato Patria.

## Presidenti
- Rein Taagepera (8 dicembre 2001 – 24 agosto 2002)
- Juhan Parts (24 agosto 2002 – 4 giugno 2005)
- Taavi Veskimägi (4 giugno 2005 – 4 giugno 2006)